# 268e régiment d'infanterie territoriale
Le 268e régiment d'infanterie territoriale est un régiment d'infanterie de l'armée de terre française qui a participé à la Première Guerre mondiale.

## Historique des garnisons, combats et batailles du268eRIT

### Première Guerre mondiale

#### Affectations
- 101e division d'infanterie territoriale de mai 1915 à novembre 1916

## Drapeau
Il ne porte aucune inscription.

## Personnages célèbres ayant servi au268eRIT
- Edmond Petitfils (1878-1950), avocat, publiciste et homme politique.